# Typhlops perimychus
Typhlops perimychus este o specie de șerpi din genul Typhlops, familia Typhlopidae, descrisă de Thomas și S.Blair Hedges în anul 2007. Conform Catalogue of Life specia Typhlops perimychus nu are subspecii cunoscute.